# ريتشارد باتلر (سياسي)
ريتشارد باتلر هو مهندس وسياسي أمريكي، ولد في 23 فبراير 1918 في دنفر في الولايات المتحدة، وتوفي في 8 سبتمبر 2004 في هايدن في الولايات المتحدة بسبب قصور القلب.